# Bolschesoldatski rajon
Der Rajon Bolschoje Soldatskoje oder Bolschesoldatski Rajon ist eine Verwaltungseinheit in der russischen Oblast Kursk.
Der Verwaltungssitz des Rajons ist Bolschoje Soldatskoje.

## Geografie
Der Rajon grenzt an die Rajons Sudscha, Lgow, Kurtschatow, Oktjabrski, Medwenka, Obojan und Belaja.

### Flüsse
Das Rajongebiet wird von den Flüssen Beliza, Borsow Kolodez, Nemna, Sudscha und Skorodnaja durchflossen.

### Klima
In diesem Rajon ist das Klima kalt und gemäßigt. Während des Jahres fallen erhebliche Niederschlagsmengen. Die Klassifikation des Klimas nach Köppen und Geiger ist „Dfb“ (Boreales Nadelwaldklima).

## Geschichte
Der Rajon Bolschoje Soldatskoje wurde am 30. Juli 1928 als Okrug Lgow gebildet. Im Jahr 1934 wurde er Teil der neu gebildeten Oblast Kursk. Am 1. Februar 1963 wurde das Gebiet abgeschafft, innerhalb der heutigen Grenzen vom 23. März 1977 restauriert.

## Kommunale Selbstverwaltung
Auf dem Territorium des Rajons Bolschoje Soldatskoje bestehen 7 Landgemeinden (Dorfsowjets).

### Landgemeinden (Dorfsowjets)
| Name             | Verwaltungssitz       | Anzahl der Orte | Einwohner (2010) | Fläche [km²] |
| ---------------- | --------------------- | --------------- | ---------------- | ------------ |
| Bolschesoldatski | Bolschoje Soldatskoje | 15              | 3796             | 173,81       |
| Wolokonski       | Wolokonsk             | 14              | 1262             | 138,44       |
| Ljubimowski      | Ljubimowka            | 11              | 2092             | 097,17       |
| Ljubostanski     | Ljubostan             | 08              | 1222             | 141,38       |
| Nischnegridinski | Nischneje Gridino     | 07              | 0897             | 108,07       |
| Samorjadowski    | Samorjadowo           | 04              | 1102             | 090,07       |
| Storoschewski    | Storoschewoje         | 05              | 0865             | 061,65       |

## Einwohnerentwicklung
| Jahr | Einwohner |
| ---- | --------- |
| 2002 | 14.636    |
| 2004 | 14.300    |
| 2007 | 13.289    |
| 2009 | 13.027    |
| 2010 | 12.678    |
| 2011 | 12.592    |
| 2012 | 12.320    |
| 2013 | 12.091    |
| 2014 | 11.846    |
| 2015 | 11.517    |
| 2016 | 11.280    |
| 2017 | 11.236    |
| 2018 | 10 998    |